# 11 Downing Street
11 Downing Street i London, även känd i vardagligt tal i Storbritannien som Nummer 11, är det officiella residenset för Storbritanniens finansminister (som traditionellt också har titeln Second Lord of the Treasury). Residenset, på Downing Street i London, byggdes bredvid premiärministerns officiella residens på Nummer 10 1682.
Den första finansministern som bodde där var Henry Petty-Fitzmaurice 1806, men Nummer 11 blev inte finansministerns officiella residens förrän 1828.
Från 1997 till 2022 valde premiärministrarna Tony Blair, Gordon Brown, David Cameron, Theresa May och Boris Johnson att under hela eller delar av sin mandatperiod bo i lägenheten ovanför Nummer 11, eftersom dess bostadslägenhet är större än på Nummer 10. Rishi Sunak bröt med detta genom att återuppta bostaden i den mindre lägenheten ovanför Nummer 10. Den nuvarande premiärministern Keir Starmer, hans fru Victoria och deras två barn förväntas leva ovanpå Nummer 11.

## Bakgrund
Nummer 11 är en del av en (svärtad) ombyggd herrgård i gult tegel från georgiansk eran. Byggnaden har utsikt över St. James's Park och Horse Guards Parade och består – från vänster till höger – av nummer 12, 11 och 10.
Nummer 11 ligger på vänster sida av Nummer 10, det officiella residenset för premiärministern (eller Förste skattkammarlord) sedan början av 1800-talet. Nummer 12, till vänster om Nummer 11, är det officiella residenset för Chief Whip, men det används nu som premiärministerns presskontor.
Som ett resultat av många invändiga förändringar under årens lopp är de tre radhusen invändigt ett enda komplex. Man kan gå från Nummer 11 till Nummer 10, via en intern anslutningsdörr, utan att använda gatudörrarna. Kabinettskontoret i Whitehall är också direkt anslutet till dessa på baksidan och utgör ett verkställande kontor för premiärministern och högre riksråd.
Radhuset var ett av flera som byggdes av Sir George Downing mellan 1682 och 1684 efter ritningar av Christopher Wren. Det ändrades ca 1723–35; omarbetad ca 1766-75 av Kenton Couse och med tidiga C.19 ändringar. Tillsammans med Nummer 10 genomgick den en stor rekonstruktion av Raymond Erith 1960–64. Trots ombyggnationen har interiören behållit en fin trappa med snidade konsolgavlar och tre smäckra svarvade ståndare per steg. Den fina matsalen från 1825-26 är gjord av Sir John Soane.

## Senaste inflyttningen
När Tony Blair blev premiärminister 1997 valde han att bo i Nummer 11, i stället för Nummer 10, eftersom det har en större boyta. Blair bodde där med sin fru och deras små barn, medan finansminister Gordon Brown fortfarande var ungkarl. När Brown blev premiärminister 2007 valde han först att bo i Nummer 11, men flyttade snart tillbaka till Nummer 10.
Efter valet 2010 flyttade den tillträdande premiärministern David Cameron in i Nummer 11 och George Osborne valde att stanna kvar i sitt hem i Notting Hill. I början av augusti 2011 flyttade Osborne in i Nummer 10.
Boris Johnson bodde i Nummer 11, i stället för sin första och andra kansler (Sajid Javid respektive Rishi Sunak). I mars 2020 renoverade Johnson bostadslägenheten på Nummer 11. En undersökning av valkommissionen undersökte finansieringen av denna renovering. Detta var känt i pressen som Cash-for-Curtains-skandalen.
Rishi Sunak bröt med detta genom att återuppta bostaden i den mindre lägenheten ovanför Nummer 10.